# الملكة (برنامج)
الملكة (بالإنجليزية: The Queen)‏ هو برنامج تلفزيون الواقع يسلط الضوء على حياة الفنانة أحلام عرض على قناة دبي الفضائية وتوقف البرنامج بعد عرض حلقة واحدة بعد مطلبات شعبية في وسائل التواصل الاجتماعي بايقافه. وتدور فكرة البرنامج على تصفية أكثر من 25 متسابق من لـ12 متسابق لينتقلوا بعدها إلى خوض تحديات غريبة من نوعها بحسب ما تأمر به أحلام، ولتختار بعد ذاك مساعدا يرافقها في حياتها الفنية على أرض الواقع.

## ايقاف البرنامج
توقف عرض البرنامج بعد حملة شعبية أماراتية في تويتر دعت لايقاف البرنامج. وفي سياق متصل غرد حساب تلفزيون دبي عبر «تويتر»: نزولاً عند رغبة المشاهدين ومراعاةً لمطلب الجمهور، تعلن قناة دبي عن إيقاف بث برنامج ذا كوين «الملكة».